# 克洛林達

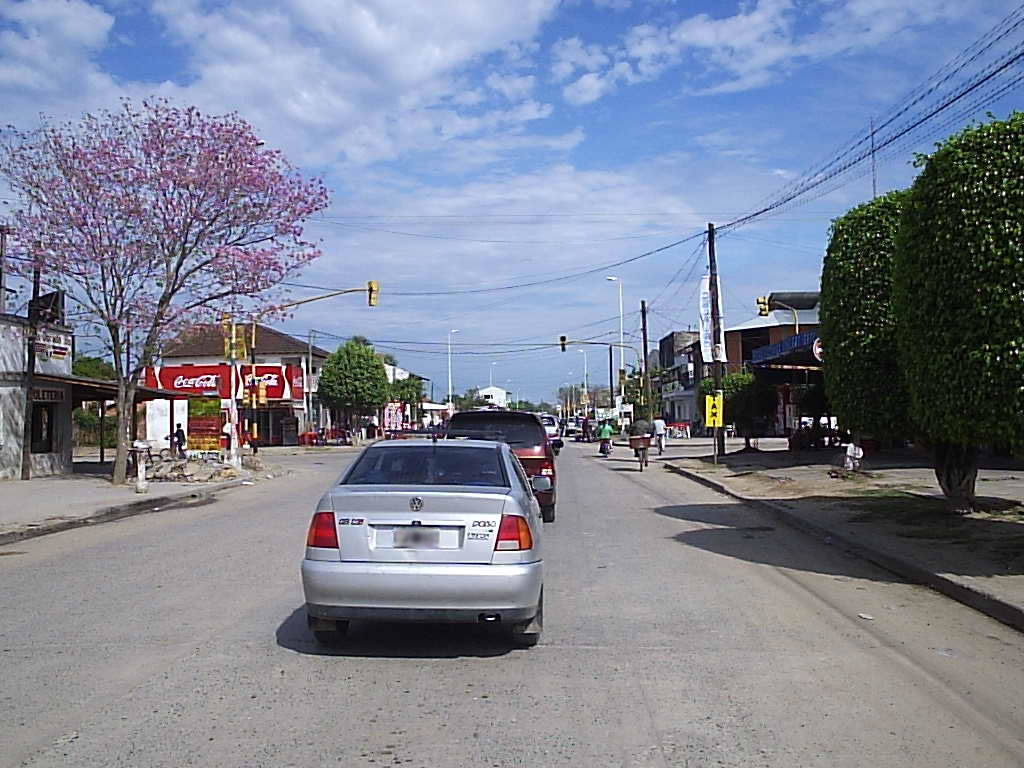
克洛林達

克洛林達（Clorinda）是阿根廷的城市，位於該國東北部皮科馬約河畔，距離首府福莫薩約115公里，毗鄰與巴拉圭接壤的邊境，由福爾摩沙省負責管轄，海拔高度60米，2001年人口47,240。